# Сарафанов, Константин Дмитриевич
Константин Дмитриевич Сарафанов (1878, Москва — 22 марта 1959) — слесарь станкостроительного завода «Красный пролетарий» имени Ефремова Министерства станкостроительной и инструментальной промышленности СССР (Москва), Герой Социалистического Труда.
Родился в 1878 году в Москве.
С 14-летнего возраста работал учеником слесаря, слесарем, монтером, мастером по сборке и испытанию дизелей на заводе братьев Бромлей (с 1922 года — «Красный пролетарий»).
В 1932 году, когда производство дизелей было прекращено, переведен в сборочный цех оснастки. Вместе со своими учениками участвовал в освоении выпуска токарно-винторезных станков ДИП-200, ДИП-300, ДИП-400 и ДИП-500 (ДИП — Догнать И Перегнать), которые в течение нескольких десятилетий являлись основными токарными станками в СССР.
С 1938 года — бригадир слесарей-ремонтников в кузовном и заготовочном цехах.
С 1948 года слесарь по обслуживанию компрессорных установок.
В октябре 1956 года его торжественно проводили на пенсию после 64 лет работы на «Красном пролетарии».
Указом Президиума Верховного Совета СССР от 15 марта 1957 года за выдающиеся производственные достижения и большой вклад в выполнение заданий по освоению и внедрению новой техники присвоено звание Героя Социалистического Труда с вручением ордена Ленина и золотой медали «Серп и Молот».
Умер 22 марта 1959 года. Похоронен на Даниловском кладбище.